# Adriana Lecouvreur (film 1928)
Adriana Lecouvreur (Dream of Love) è un film muto del 1928, diretto da Fred Niblo. La storia è tratta dal lavoro teatrale Adrienne Lecouvreur di Ernest Legouve e Eugène Scribe.

## Trama
Adrienne, una ragazza gitana che si esibisce in un luna park itinerante, non riesce a trovare il vero amore, finché non conosce il principe Maurice. Si innamorano, ma devono separarsi quando, per ragioni diplomatiche, il principe deve fidanzarsi con la ricca moglie di un influente duca. Adrienne in seguito diventa una popolare attrice teatrale e incontra di nuovo il principe, proprio mentre recita in un'opera teatrale che ricorda la triste storia della sua precedente relazione con il principe. Maurice sta lottando per riconquistare il trono, usurpato da un violento dittatore. Con l'aiuto di Adrienne, evita un tentativo di omicidio, riconquista il proprio trono, tornando ad essere Re.

## Produzione
Il film fu prodotto dalla Metro-Goldwyn-Mayer (MGM).

## Distribuzione
Distribuito dalla Metro-Goldwyn-Mayer (MGM), il film uscì nelle sale cinematografiche USA il 1º dicembre 1928.